# Крапивина, Нателла Вагифовна
Нате́лла Ваги́фовна Крапи́вина (укр. Нателла Вагіфівна Крапівіна; в девичестве — Алиева; род. 7 апреля 1982, Ашхабад, Туркменская ССР, СССР) — украинский продюсер, клипмейкер и режиссёр.
Более известна как продюсер певицы Светланы Лободы (2010—2021), создатель телепроекта «Орёл и решка» и продакшн-студии TeenSpirit. В июне 2021 года сообщила о расторжении контракта с Лободой и своём уходе из шоу-бизнеса.
В 2018 году дебютировала как кинопродюсер, представив полнометражную картину «Кислота» режиссёра Александра Горчилина.
Была замужем за бизнесменом Дмитрием Крапивиным, разведены, от брака имеет дочь Софию 2003 г.р.

## Биография
Нателла родилась в Ашхабаде, в семье продавца, азербайджанского происхождения Вагифа Алиева, который стал украинским бизнесменом и миллионером, в 2023 году его состояние оценивалось в 385 миллионов долларов. Со стороны матери имеет армянские корни, бабушка армянка. До одиннадцати лет жила в Туркмении. В 2003 году окончила факультет международного права в Киевском институте международных отношений.
1 марта 2022 г. МВД России проинформировало, что «Нателла Крапивина и её сестра не являются гражданами Российской Федерации»

### TeenSpirit Studio
Ещё в институте Нателла поняла, что не совсем точно выбрала профессию, и ей хотелось быть ближе к творчеству. Так Крапивина решилась создать собственную продакшн-студию «TeenSpirit». Создание «Орёл и решка» было спонтанной идеей, которая переросла в масштабный проект. Благодаря поддержке своих партнёров Елены и Евгения Синельниковых, им вместе удалось воплотить мечту и внести новинку в русскоязычный сегмент телепередач. Студия занимается производством видео и телепрограмм, среди которых наиболее популярные выступают «Вокруг М» с Лесей Никитюк (в России — «Леся здеся»), «Кухня с Дмитрием Шепелевым» и другие.

### LOBODA
В 2010 году Крапивина знакомится с певицей Светланой Лободой и становится её музыкальным продюсером.
Нателла Крапивина о работе со Светланой:
«Светлана – единственная артистка на украинской сцене, которая способна на абсолютно любые эксперименты»
8 июня 2021 года, на фоне скандала с Филиппом Киркоровым, Крапивина заявила, что завершает свое сотрудничество со Светланой Лободой.

### Gadar
В партнёрстве со Светланой Лободой и её саунд-продюсером Михаилом Кошевым Крапивина основала новый музыкальный лейбл BogArt и в рамках его работы представила первый сингл рэпера Gadar — «Не плачь». Дебютный трек исполнителя, в своем творчестве балансирующего на стыке хип-хопа, грайма и рэпа с элементами поп-музыки, был записан под руководством Нателлы и Светланы. Сотрудничество команды LOBODA и Gadar стало началом популяризации уличной культуры на Украине.

### Артём Иванов
В мае 2018 года стало известно, что Нателла Крапивина пополнила свой коллектив новым участником, им стал Артём Иванов, солист группы «Инь-Ян». В сотрудничестве с Нателлой он дебютировал в качестве сольного артиста и выпустил свой первый сингл «Иди ко мне».

### Другие артисты
В 2017 году Нателла Крапивина сняла клип для Дианы Арбениной на песню «Разбуди меня», премьера которого состоялась 8 июня. Съемки проходили в Португалии.
Нателла о своём клипе:
«Когда я впервые услышала песню «Разбуди меня», возникло ощущение, что меня окатило огромной волной. Я почувствовала запах моря, леса, дождя и поняла, что расскажу эту историю как стихию, как атмосферное явление. Потому что любовь - это всегда стихия. Она может очистить и возвысить, а может не оставить живого места. Любовь - это кислород. И в нашем видео очень много воздуха».

## Фильмография
В 2018 году Нателла Крапивина дебютировала как продюсер полнометражного игрового фильма, сняв фильм «Кислота» режиссёра Александра Горчилина, в этом же году получивший Приз конкурса «Кинотавр. Дебют» кинофестиваля «Кинотавр».
Нателла Крапивина выкупила права на экранизацию книги Карины Добротворской «Кто-нибудь видел мою девчонку? 100 писем к Сереже». По словам Крапивиной, она влюблена в это произведение, а статьи Сергея Добротворского во многом сформировали её вкус в кино. Картина «Кто-нибудь видел мою девчонку?» вышла в широкий прокат в феврале 2021 года.
В 2022 году стала продюсером фильма «Орёл и решка. Кино», основанного на шоу «Орел и решка».

## Телепроекты

### Телепередачи и телепроекты TeenSpirit Studio
- «Орёл и решка» («Интер», «Пятница!», «К1»)
- «Орёл и решка. Шопинг» («Интер», «Пятница!», «К1»)
- «Вокруг М (Леся здеся — в России)» («Интер», «Пятница!»)
- «Семейный пёс» («Интер»)
- «Кухня с Дмитрием Шепелевым» («Интер»)

### Сериалы TeenSpirit Studio
- 2016 — «Орёл и решка. Новый год». («Пятница!»)

## Видеография
| 2013 год 1. LOBODA — «Кохана» 2014 год 1. LOBODA — «Смотришь в небо» (feat. Emin) 2. Нюша — «Только» / «Don’t You Wanna Stay» 2015 год 1. LOBODA — «Не нужна», «Пора домой», «Облиш» 2016 год 1. LOBODA — «К черту любовь», «Твои глаза» 2. Gadar — «Не плачь» 2017 год 1. LOBODA — «Случайная» 2. Диана Арбенина и Ночные Снайперы — «Разбуди меня» 2018 год 1. LOBODA — «Парень» 2. Диана Арбенина и Ночные Снайперы — «Грустные люди» 3. LOBODA — «Лети» 4. LOBODA — «SuperSTAR» 2019 год 1. LOBODA — «INSTADRAMA» 2. LOBODA — «Пуля-дура» |

## Награды и номинации

### Телевизионные проекты
| Год  | Премия                                          | Категория                               | Название                      | Результат |
| ---- | ----------------------------------------------- | --------------------------------------- | ----------------------------- | --------- |
| 2014 | Индустриальная телевизионная премия ТЭФИ — 2014 | Развлекательная программа «Образ жизни» | «Орёл и решка. На краю света» | Победа    |
| 2015 | Телетриумф                                      | Информационно-развлекательная программа | «Орел и решка»                | Победа    |
| 2016 | Индустриальная телевизионная премия ТЭФИ — 2016 | Развлекательная программа «Образ жизни» | «Орел и решка. Кругосветка»   | Победа    |
| 2016 | Телетриумф                                      | Информационно-развлекательная программа | «Орел и решка»                | Победа    |

### Кинопроекты
| Год  | Премия   | Приз                            | Работа    | Результат |
| ---- | -------- | ------------------------------- | --------- | --------- |
| 2018 | Кинотавр | Приз конкурса «Кинотавр. Дебют» | «Кислота» | Победа    |

### Видеоклипы
| Год  | Премия            | Категория, работа                               | Результат |
| ---- | ----------------- | ----------------------------------------------- | --------- |
| 2015 | Yuna              | Лучший видеоклип («Смотришь в небо» feat. EMIN) | Номинация |
| 2015 | M1 Music Awards   | Клип года («Пора домой»)                        | Победа    |
| 2016 | Yuna              | Лучший видеоклип («Пора домой»)                 | Номинация |
| 2016 | Премия RU.TV 2016 | Видео на выезде («Пора домой»)                  | Номинация |
| 2016 | M1 Music Awards   | Клип года («К чёрту любовь»)                    | Победа    |
| 2017 | Премия RU.TV 2017 | Лучший креатив («Твои глаза»)                   | Победа    |
| 2018 | Премия RU.TV 2018 | Лучший видеоклип («Парень»)                     | Номинация |

### Альбомы
| Год  | Премия                   | Категория, работа      | Результат |
| ---- | ------------------------ | ---------------------- | --------- |
| 2017 | Реальная премия MusicBox | Альбом года («H2Lo»)   | Победа    |
| 2018 | Премия Муз-ТВ 2018       | Лучший альбом («H2Lo») | Номинация |

## Интервью
- Продюсер Лободы о провалах в киноиндустрии, звёздах тиктока и зубах Monatik’а // Youtube-канал Ксении Собчак, 26 октября 2020
- Вадим Келлер. «Моё хобби - создавать других»: интервью с Нателлой Крапивиной // maincream.com. — 2018. — 30 августа.
- Игорь Панасов. Нателла Крапивина: «LOBODA никуда не переезжает из Украины» // Karabas Live. — 2018. — 5 июля.
- Алексей Сысоев. Продюсер LOBODA Нателла Крапивина: "Беременность Светланы была желанной, но не запланированной" // КП в Украине. — 2018. — 20 июня.
- Борис Барабанов. «Я думаю, что обособленность Украины будет только усиливаться» // Коммерсантъ. — 2017. — 22 сентября.